# Rino Passigato
Rino Passigato (Bovolone, Itália, 29 de março de 1944) é um arcebispo católico italiano, Núncio Apostólico para a República Portuguesa entre 2008 e 2019.

## Biografia
Foi ordenado presbítero a 29 de junho de 1968, na Diocese de Verona, Itália. Doutorou-se em Direito Canónico e entrou no serviço diplomático da Santa Sé, em 1973, tendo servido nos Camarões, Austrália, Egito, Reino Unido e Estados Unidos.
Em 16 de dezembro de 1991, foi nomeado arcebispo titular de Nova Caesaris e pro-núncio apostólico para o Burundi. A ordenação episcopal ocorreu a 6 de janeiro de 1992, na Basílica de São Pedro, presidida pelo Papa João Paulo II e teve como co-ordenantes os arcebispos Giovanni Battista Re, Substituto da Secretaria de Estado, e Josip Uhač, Secretário da Congregação para a Evangelização dos Povos.
Em 18 de março de 1996, foi anunciado núncio apostólico para a Bolívia e em 17 de julho de 1999 foi transferido para o Peru. A 8 de novembro de 2008 sucedeu a Alfio Rapisarda nas funções de núncio apostólico para Portugal.
As críticas começaram logo após o início do seu mandato em Portugal e a recusa de revelar os seus critérios para a seleção de novos potenciais candidatos a bispos para a Conferência Episcopal Portuguesa.
Passagiato foi acusado pelo clero católico português de tomar decisões "deploráveis" e "desumanas" em relação aos assuntos da Santa Sé em Portugal. Bispos e clérigos portugueses acusaram o núncio de favorecer candidatos a bispo que são "tradicionalistas" e "orientados para a carreira", e de "não ouvir as pessoas".
Tendo ele próprio atingido o limite de idade em 2019, a 4 de julho o papa aceitou sua renúncia.
Foi agraciado com os graus de Grã-Cruz da Ordem Militar de Cristo (11 de maio de 2010) e Grã-Cruz da Ordem Militar de Sant'Iago da Espada (6 de junho de 2019), ambos das ordens honoríficas portuguesas.